# Chalé paulistano

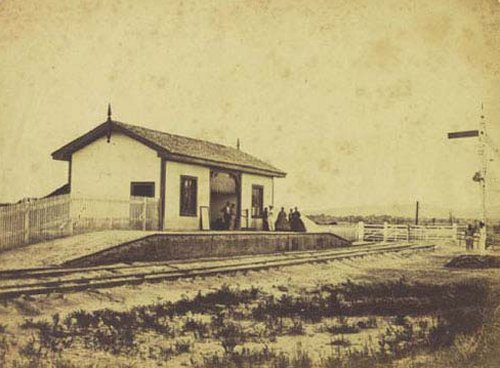
Foto de autoria de Militão Augusto de Azevedo na qual percebe-se a Estação de São Bernardo. A estação aparece como como uma construção coberta por um telhado de duas águas, cujas empenas laterais eram ornadas com tábuas testeiras e pináculos no ângulo superior, elementos decorativos típicos das construções inglesas medievalizantes, que se haviam incorporado na composição dos chalés oitocentistas

A expressão chalé paulistano se refere à apropriação feita na cidade de São Paulo de um tipo de construção denominado chalé, fruto do Romantismo do século XIX, e muito popular no último terço do oitocentismo. Os chalés se popularizaram na cidade de São Paulo em razão da facilidade de importação de material de construção industrializado e expandiu-se durante a onda construtiva que atingiu a capital paulista a partir do ano de 1875. Segundo o depoimentos, os mais remotos exemplares de chalés na cidade de São Paulo surgiram graças à influência dos engenheiros ingleses que então trabalhavam na construção da estrada de ferro de Santos a Jundiaí (1860-1867). Há no acervo do Museu Paulista uma foto de autoria de Militão Augusto de Azevedo, datada aproximadamente de 1867, que talvez corrobore tal hipótese. A imagem mostra a Estação de São Bernardo como uma construção coberta por um telhado de duas águas, cujas empenas laterais eram ornadas com tábuas testeiras e pináculos no ângulo superior, elementos decorativos típicos das construções inglesas medievalizantes, que se haviam incorporado na composição dos chalés oitocentistas.

## Contexto histórico
Em fins do Império, a construção de chalés foi objeto de medidas restritivas municipais por ter sido considerada desregrada sua proliferação no espaço urbano da cidade. E, a partir do começo do século XX, a transformação do gosto, as reformas urbanísticas então encetadas no Centro paulistano (1902-1914) e o desejo de construir um novo cenário urbano segundo o sistema de valores e os interesses das camadas hegemônicas contribuíram para o seu gradativo desaparecimento.

## Origens
Muito embora haja relativo consenso de que os ingleses teriam sido os primeiros a introduzir esse gênero de construção em São Paulo, em exemplares singelos de arquitetura ferroviária influenciados pelo "Pitoresco" (conceito da Estética que faz referência às impressões subjetivas desencadeadas pela contemplação de uma cena paisagística em relação à pintura), há relatos de estrangeiros de localidades distintas que atuaram na construção desse que veio a se tornar um estilo arquitetônico no país. Na imprensa paulistana de 1861, por exemplo, registra-se um carpinteiro francês divulgando seus trabalhos.
| “                    | Bernachot, carpinteiro francez, constructor no Rio de Janeiro, do theatro de S. Pedro, do Cassino, da Beneficencia portugueza, e da estação do Caminho União e Industria, na posse [sic], achando-se nesta cidade por causa da saude, encarrega-se de tomar por empreitada quaesquer construcções que sejão, como tambem faz escadas de toda a especie, como ainda não tem apparecido em S. Paulo. O annunciante tambem dá plantas e modelos para construcções. Hotel Paulo rua de S. Bento | ” |
| — Correio Paulistano | |   |